# Россия (поезд)
«Росси́я» — скорый поезд № 002Э/001Э, курсирующий по маршруту Владивосток — Москва — Владивосток.
Поезд дальнего следования курсирует по самому протяжённому в мире регулярному железнодорожному пассажирскому маршруту, проходящему по территории одной страны и пересекающему по суше почти всю Евразию. Длина этого маршрута — 9 288 километров. Время в пути составляет 162—166 часов в зависимости от направления (почти 7 суток).

## История

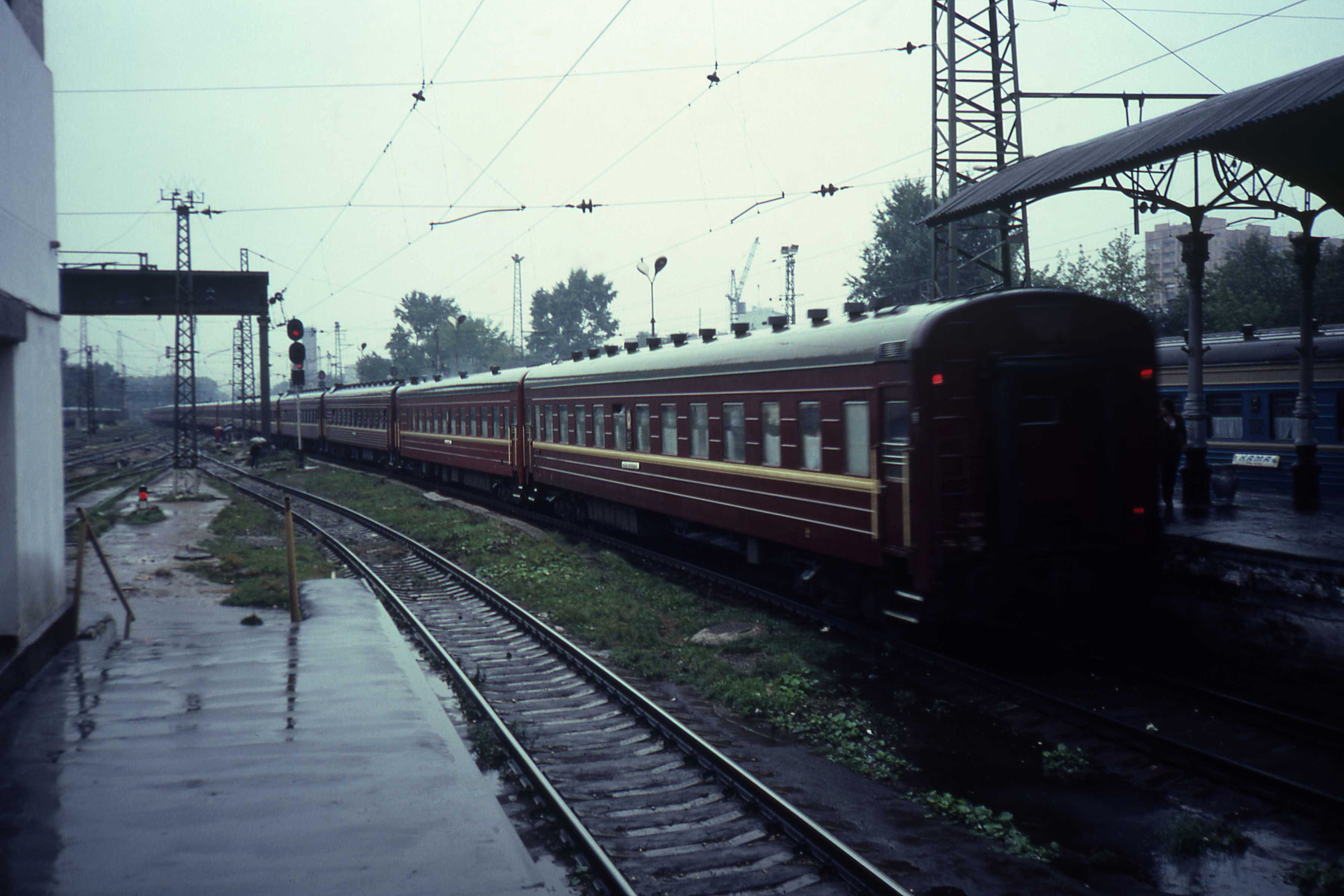
Раскраска вагонов поезда «Россия» в 1982 году, Москва

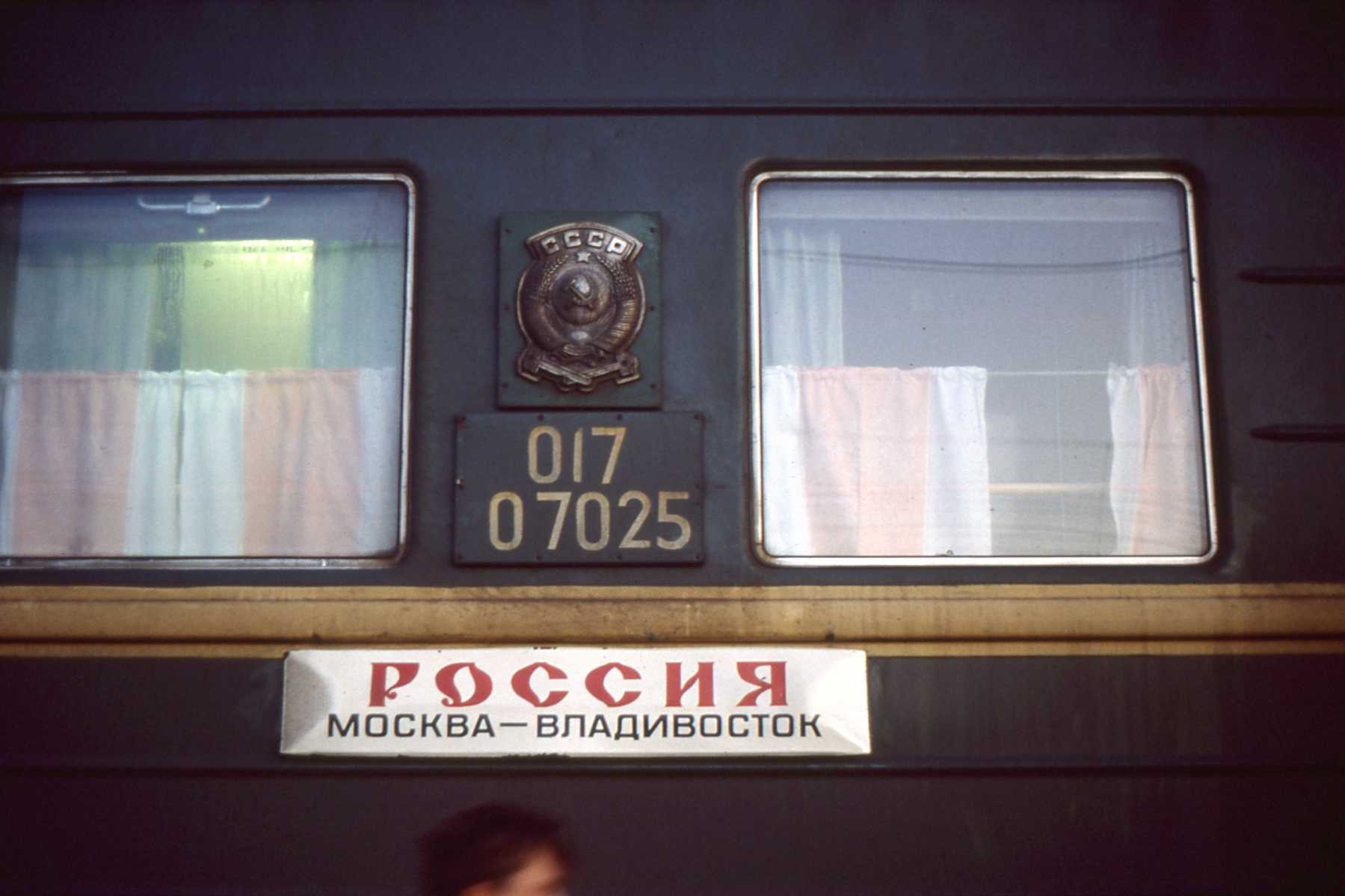

История главного поезда страны неразрывно связана с историей освоения Сибири и Дальнего Востока и строительством Транссибирской магистрали. Первый беспересадочный поезд Москва — Владивосток отправился из Москвы 30 апреля 1914 года и через 9,5 суток прибыл во Владивосток. Первоначально поезд отправлялся с Курского вокзала в 11 ч 30 мин по средам и субботам, его путь проходил через Тулу, Самару, Челябинск, Красноярск, Иркутск, Маньчжурию и Харбин. С 1918 года в связи с Гражданской войной сведений о движении поезда нет. Движение прямых поездов до Владивостока продолжилось в 1925 году после восстановления моста через реку Амур в Хабаровске, поезд отправлялся с Ярославского вокзала один раз в 2 недели по субботам по маршруту: Ярославль, Вятка, Екатеринбург, Омск, Красноярск, Иркутск, Хабаровск, Владивосток.
Фирменный поезд «Россия» отправился в свой первый рейс 30 сентября 1966 года.
Внешняя окраска вагонов периодически менялась. В СССР она была вишнёвой с большими металлическими буквами, затем красной, малиновой, зелёной.
До июня 2001 года поезд «Россия» ходил по главному ходу Транссибирской магистрали (через Ярославль), с июня 2001 по июнь 2020 года ходил по Горьковскому ходу (через Фрязево, Владимир и Нижний Новгород).
Начиная с 2000 года до 2010-х годов вагоны поезда «Россия» окрашивались в цвет триколора с трафаретом двуглавого орла.
До 1993 года поезд ходил ежедневно. С введением в 1993 году летнего графика «Россия» ходила через день по нечётным числам. С 9 июля 2020 года поезд перестал быть фирменным, изменил своё расписание, стал ежедневным, с маршрутом через станции Ярославль и Кострому (фактически по маршруту отменённого поезда 99/100). По прежнему графику фирменного поезда «Россия» через Владимир и Нижний Новгород 3 раза в неделю назначен поезд № 61/62.

## Характеристика поезда

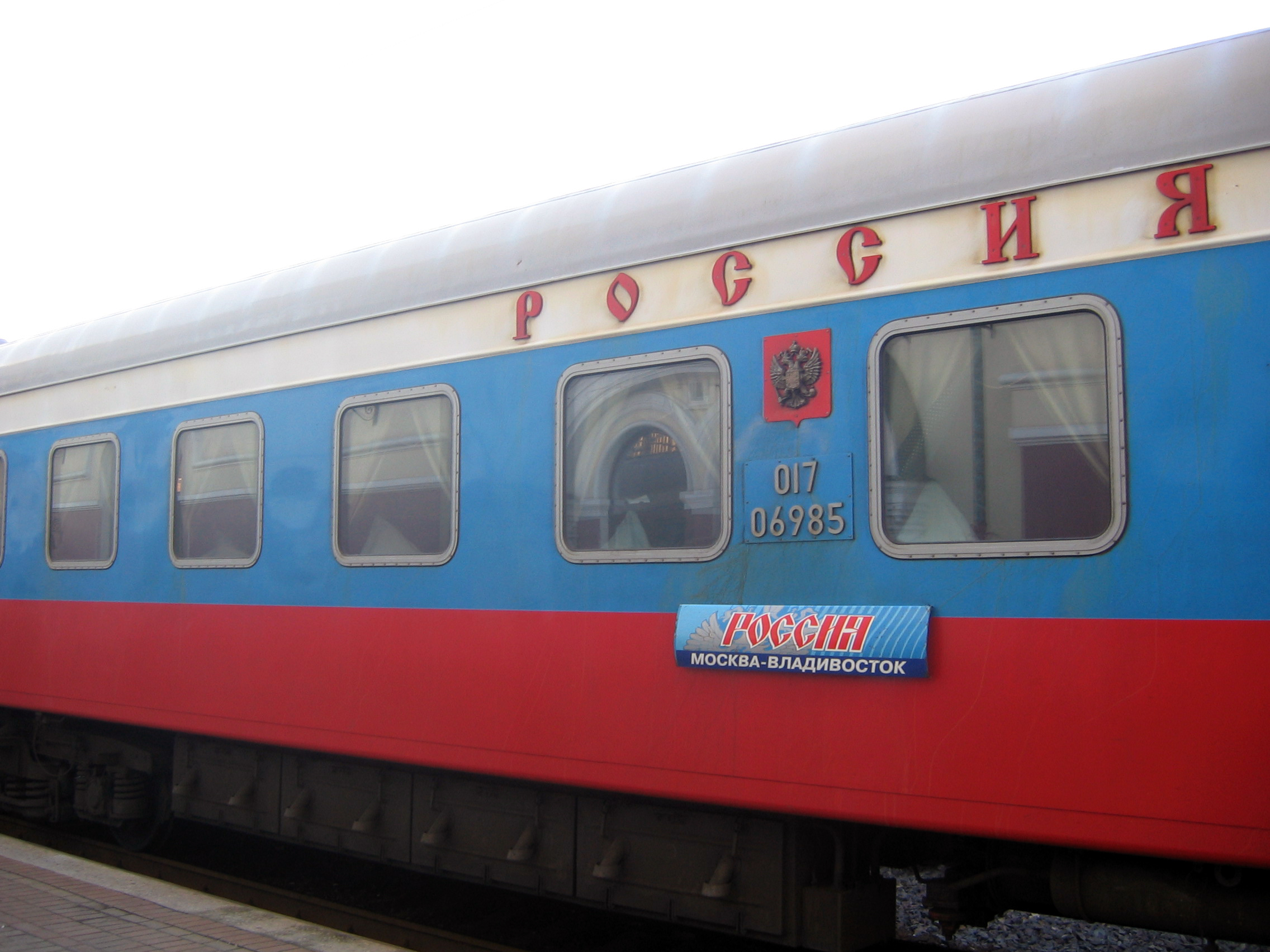
Один из вагонов поезда «Россия», 2004 г.

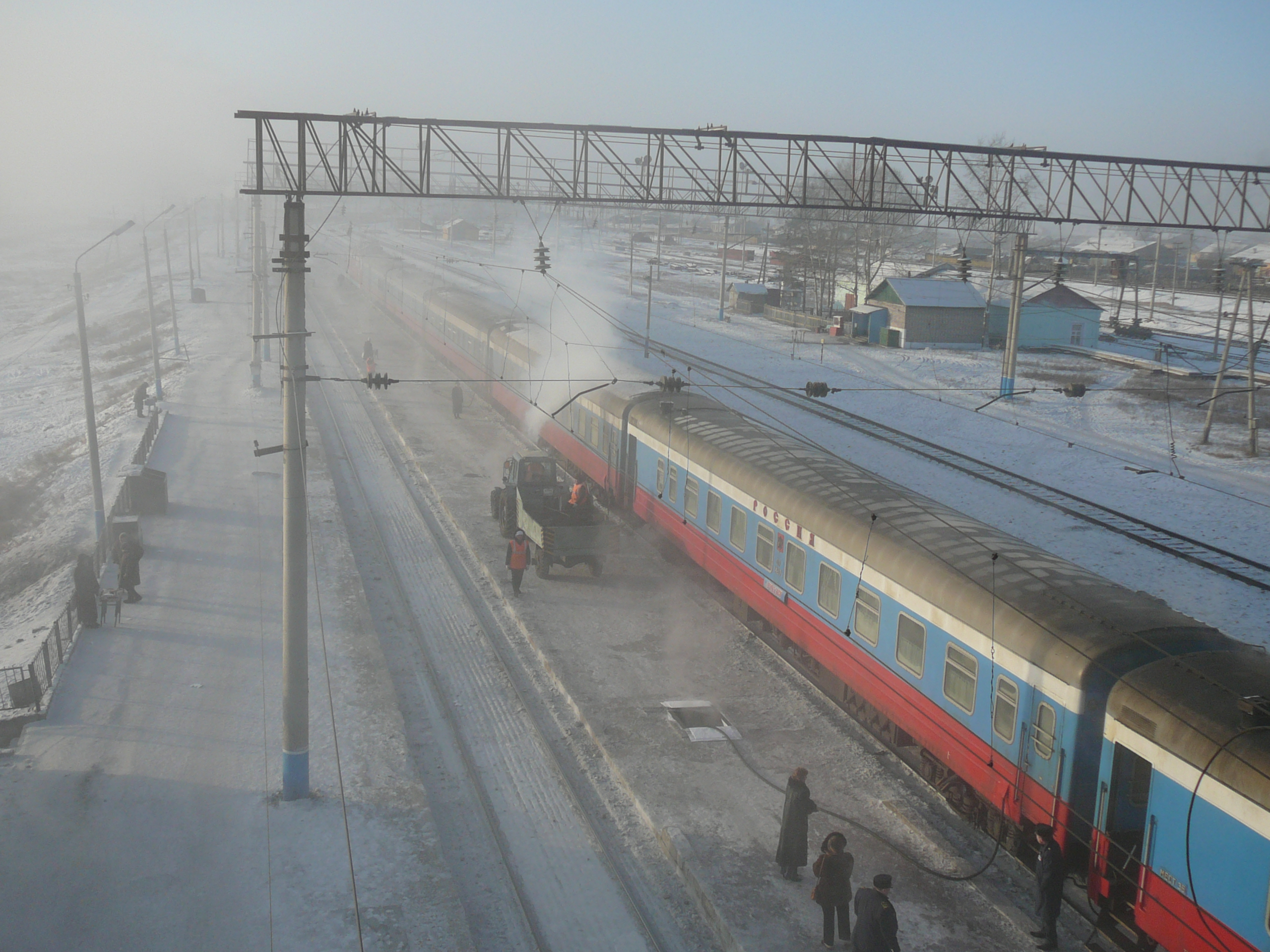
Поезд «Россия» на железнодорожной станции Могоча при −40 °C в январе 2008 г.

- Поезд «Россия» круглогодичный, курсирует ежедневно (с 1 июня 2020) отправлением из Москвы в 01:00 (по моск. времени), прибытием во Владивосток в 23:07 (по моск. времени), отправлением из Владивостока в 15:25 (по моск. времени), прибытием в Москву в 11:10(по моск. времени).
- Нумерация вагонов указана с «головы» поезда при отправлении из Москвы, с «хвоста» поезда при отправлении из Владивостока.
- Станции изменения номера поезда: нет.
- Станции изменения направления движения поезда: нет.
- Максимально допустимая длина поезда по участкам следования: по станции Москва-Пасс.-Ярославская — 17 вагонов, по Горьковской железной дороге — 19 вагонов, по Свердловской железной дороге — 17 вагонов, по Западно-Сибирской железной дороге — 19 вагонов, по Красноярской железной дороге — 19 вагонов, по Восточно-Сибирской железной дороге — 20 вагонов, по Забайкальской железной дороге — 18 вагонов, по Дальневосточной железной дороге — 19 вагонов.
- Максимальная схема поезда: от Москвы до Владивостока 17 вагонов.
- Станции смены локомотивов и локомотивной бригады: Кострома-Новая, Галич, Балезино, Екатеринбург-Пассажирский, Барабинск, Мариинск, Зима, Чернышевск-Забайкальский, Белогорск I, Хабаровск I.
- Станции смены локомотивных бригад без смены локомотива: Шарья, Киров, Пермь II, Тюмень, Ишим, Новосибирск-Главный, Красноярск-Пассажирский, Иланская, Нижнеудинск, Иркутск-Пассажирский, Улан-Удэ, Хилок, Чита II, Могоча, Ерофей Павлович, Магдагачи, Облучье, Ружино.
- Станции снабжения поезда водой: Москва-Пасс.-Ярославская (парк Москва-4), Кострома-Новая, Киров, Пермь II, Екатеринбург-Пассажирский, Омск-Пассажирский, Новосибирск-Главный, Красноярск-Пассажирский, Зима, Улан-Удэ, Карымская, Амазар, Белогорск I, Вяземская.
- Станции снабжения поезда топливом: Москва-Пасс.-Ярославская (парк Москва-4), Киров, Пермь II, Екатеринбург-Пассажирский, Омск-Пассажирский, Новосибирск-Главный, Иланская, Зима, Улан-Удэ, Карымская, Амазар, Белогорск I, Вяземская.
- Станции обслуживания экологически чистых туалетных комплексов (ЭЧТК): Москва-Пасс.-Ярославская (парк Москва-4), Барабинск, Иланская, Чернышевск-Забайкальский, Владивосток.
- Станции сбора мусора: Москва-Пасс.-Ярославская (парк Москва-4), Кострома-Новая, Шарья, Киров, Пермь II, Екатеринбург-Пассажирский, Тюмень, Омск-Пассажирский, Новосибирск-Главный, Мариинск, Иланская, Тайшет, Зима, Ангарск, Слюдянка I, Улан-Удэ, Карымская, Чернышевск-Забайкальский, Амазар, Сковородино, Белогорск I, Вяземская.
- Переменный трафарет: нет.
- Вагоны повышенной комфортности: нет
- Вагон № 9К, 10Кф, 11Кф с признаком «женское купе».
- Беспересадочные вагоны: 25К, 26К «Москва — Туманган».
- Прицепные вагоны: нет.
- Прочие вагоны:
  - Почтовый вагон Москва — Владивосток № 47 курсирует по дням курсирования поезда, кроме 1, 5, 15, 21 числа каждого месяца (дни курсирования вагонов сообщением Москва — Туманган) в пределах допустимой длины.
  - Багажный вагон Москва — Владивосток № 50 курсирует по дням курсирования поезда, кроме 1, 5, 11, 15, 21, 25 числа каждого месяца (дни курсирования вагонов сообщением Москва — Туманган) в пределах допустимой длины.
  - Багажные вагоны Москва — Владивосток № 70, 71, 72, 73 курсируют по дням курсирования поезда в дни отсутствия факультативных вагонов и кроме периода с 29.07 по 15.09-11 в пределах допустимого веса и длины.
- Выделяются места:
  - В купейных вагонах № 1, 2, 3, 4, 5, 8, 9, 10, 11 места с 1 по 4 выделяются для отдыха проводников, с 5 по 36 в продажу пассажирам, места 37, 38 подсобное купе.
  - В плацкартных вагонах № 12, 13-места с 1 по 52 для пассажиров, места 53, 54 для хранения постельных принадлежностей.
  - В вагоне № 6-КРИ места с 1 по 4 для отдыха проводников, места с 5 по 8 для отдыха ЛНП и ПЭМ, с 9 по 16 для отдыха работников ВР, места с 17 по 24 в продажу пассажирам, места 29, 30 для инвалидов.
  - В вагоне № 5 места с 1 по 4 для отдыха проводников, места с 5 по 32 для пассажиров, места с 33 по 36 для проезда сопровождающих поезд сотрудников полиции.
  - В вагоне № 7 места 1, 2 для отдыха проводников, место 19 для хранения постельного белья.
- Факультативные вагоны № 1, 2, 3, 8, 10, 11 включаются в состав поезда при увеличении пассажиропотока и исключаются при его уменьшении с объявлением об исключении не менее чем за 5 дней до отправления поезда.
- Станции пограничного и таможенного контроля: нет.

## Схема состава поезда
| Порядковый № вагона | Тип вагона | Пункты обращения вагона | Число мест | Количество составов в обороте, владелец и приписка вагона                                         |
| ------------------- | ---------- | ----------------------- | ---------- | ------------------------------------------------------------------------------------------------- |
| 50                  | Б          | Владивосток — Москва    | —          | ДВост.                                                                                            |
| 70                  | Б          | -«-                     | —          | ДВост.                                                                                            |
| 71                  | Б          | -»-                     | —          | ДВост.                                                                                            |
| 72                  | Б          | -«-                     | —          | ДВост.                                                                                            |
| 73                  | Б          | -»-                     | —          | ДВост.                                                                                            |
| 47                  | П          | -«-                     | —          | ДВост.                                                                                            |
| 1ф                  | К          | -»-                     | 32/6       | Пятнадцать составов ЛВЧД–3 ДВост. ФПКФ на электроотоплении с ЭЧТК, на колодочно–чугунных тормозах |
| 2ф                  | К          | -«-                     | 32/6       | Пятнадцать составов ЛВЧД–3 ДВост. ФПКФ на электроотоплении с ЭЧТК, на колодочно–чугунных тормозах |
| 3ф                  | К          | -»-                     | 32/6       | Пятнадцать составов ЛВЧД–3 ДВост. ФПКФ на электроотоплении с ЭЧТК, на колодочно–чугунных тормозах |
| 4                   | К          | -«-                     | 32/6       | Пятнадцать составов ЛВЧД–3 ДВост. ФПКФ на электроотоплении с ЭЧТК, на колодочно–чугунных тормозах |
| 5                   | К          | -»-                     | 32/6       | Пятнадцать составов ЛВЧД–3 ДВост. ФПКФ на электроотоплении с ЭЧТК, на колодочно–чугунных тормозах |
| 41                  | ВР         | -«-                     | —          | Пятнадцать составов ЛВЧД–3 ДВост. ФПКФ на электроотоплении с ЭЧТК, на колодочно–чугунных тормозах |
| 6                   | КРИ        | -»-                     | 10/16      | Пятнадцать составов ЛВЧД–3 ДВост. ФПКФ на электроотоплении с ЭЧТК, на колодочно–чугунных тормозах |
| 7                   | СВ         | -«-                     | 16/2       | Пятнадцать составов ЛВЧД–3 ДВост. ФПКФ на электроотоплении с ЭЧТК, на колодочно–чугунных тормозах |
| 8ф                  | СВ         | -»-                     | 32/6       | Пятнадцать составов ЛВЧД–3 ДВост. ФПКФ на электроотоплении с ЭЧТК, на колодочно–чугунных тормозах |
| 9                   | К          | -«-                     | 32/6       | Пятнадцать составов ЛВЧД–3 ДВост. ФПКФ на электроотоплении с ЭЧТК, на колодочно–чугунных тормозах |
| 10ф                 | К          | -»-                     | 32/6       | Пятнадцать составов ЛВЧД–3 ДВост. ФПКФ на электроотоплении с ЭЧТК, на колодочно–чугунных тормозах |
| 11ф                 | К          | -«-                     | 32/6       | Пятнадцать составов ЛВЧД–3 ДВост. ФПКФ на электроотоплении с ЭЧТК, на колодочно–чугунных тормозах |
| 12                  | ПЛ         | -»-                     | 52/2       | Пятнадцать составов ЛВЧД–3 ДВост. ФПКФ на электроотоплении с ЭЧТК, на колодочно–чугунных тормозах |
| 25                  | К          | Москва — Туманган       | 32/4       | ФПКФ Моск. ЛВЧ-3                                                                                  |
| 26                  | К          | -"-                     | 32/4       | ФПКФ Моск. ЛВЧ-3                                                                                  |

ф — факультативный вагон.

## Описание
Новый подвижной состав (2019—2020 годов) оборудован системами климат-контроля, вендинговыми автоматами, экологически чистыми санитарными комнатами, розетками и USB-разъёмами для зарядки мобильных устройств. Кроме того, в каждом вагоне установлена душевая кабина. Горячее питание доставляется в купе несколько раз в день (при покупке билета с питанием).
Для предотвращения краж двери купе снабжены электронными замками, открывающимися при помощи персональной карточки с микрочипом. В целях безопасности вагоны оборудованы видеонаблюдением и автоматической пожарной сигнализацией.
В составе поезда курсируют два беспересадочных вагона сообщением «Москва — Туманган (КНДР)». Переприцепка осуществляется в Уссурийске к пассажирскому поезду № 651/652 «Уссурийск — Туманган». Обратно в Москву эти вагоны возвращаются в составе поезда 2/1 Москва-Владивосток. Проезд в этих вагонах по территории России доступен всем без ограничений (за исключением станции Хасан, находящейся в пограничной зоне), въезд на территорию Северной Кореи доступен только её гражданам, организованным группам туристов и лицам, направляющимся в КНДР для работы. Ранее в составе поезда курсировал беспересадочный вагон № 17 сообщением «Москва — Пхеньян», обслуживаемый Северокорейскими железными дорогами, ныне этот вагон курсирует в составе поезда № 002/001 «Владивосток — Москва».

## Радиоэфир
В радиоэфире можно услышать:
- Русское радио
- Радио «Тройка»
- Л. Н. Толстой «Война и мир»
- Н. В. Гоголь «Мёртвые души»

и другие произведения мировой классической литературы